# ポルトス
ポルトス（Porthos、? - 1661年）は、アレクサンドル・デュマ・ペールの小説『三銃士』を始めとする『ダルタニャン物語』に登場する架空の人物。本名は作中では伏せられており、「ポルトス」というのは世を忍ぶ仮の名前で本名は不明。家名はデュ・ヴァロンだったが、獲得した領地を付けたし、「デュ・ヴァロン・ド・ブラシュー・ド・ピエールフォン」（du Vallon de Bracieux de Pierrefonds）と長々しい名前を名乗るようになる。

## 概要

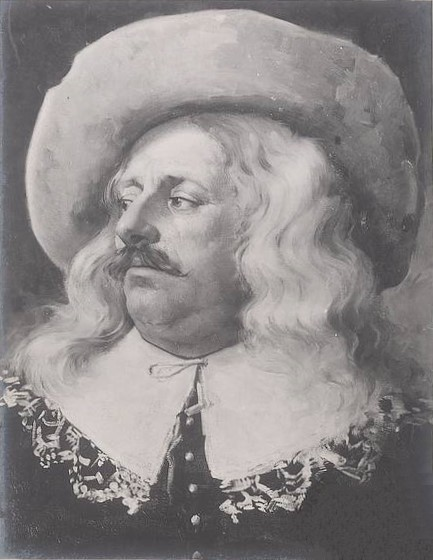
Porthos

アトス、アラミスらとともにパリの三銃士の1人。ピカルディー出身。ダルタニャンと決闘騒ぎを起すものの、のちに大親友となる。年齢は不明だが、だいたいダルタニャンより5歳ばかり年上でアトスより年少だが、アラミスより年長。
見上げるような巨漢。堂々たる体躯と、勇ましい顔つきの勇敢で人の好い人物。情にもろい。
性格は見栄っ張りで虚栄心が強い。派手な服装を好む。これがきっかけでダルタニャンと決闘に及んでいる。それでいて豪放磊落で、どこかユーモラス。また、自分に知恵がないことを自覚しており、ダルタニャンらの進言を素直に受け入れるなど謙虚なところもある。
結婚によりかなりの財産を手に入れた後は爵位を欲しがって数々の冒険を繰り広げた。だが、同じく栄達をもとめ、ある程度手段を選ばないダルタニャンやアラミスと違い、その善良な性格やおおらかな精神性から陰謀や裏切りなどを考えることすらしなかった。教養に疎く、たびたび騙されることも多かったが、ポルトスの遺言書は見事なもので、法律やしきたりなどよりもずっと深いところを読み取ったもので、遺産を受け取れなかった者も落胆しながら、同時にポルトスに対し尊敬の気持ちを持ったとされている。またポルトスの死はたいそう惜しまれた。ポルトスに何十年も仕えた従者は主人の死に絶望し、ポルトスの遺言状が公開された日、自分に配分された遺品を抱きしめたまま眠るように死んでしまっている。
怪力の持ち主で、牛を素手で殴り殺すことができる。人間離れした強力のため、格闘技をやれば相手のほとんどが死に、結果夫や父を失い後家や孤児になった者が大量に出たため、ポルトスの領地では格闘技の試合がなくなったほど。その膂力は衰えることを知らず、ベル・イール要塞の建築の際、50代半ばながら男6人がかりで持ち上げることすらできなかった石材を、1人で運搬してのけている。ただ、『三銃士』においてアンヌ・ドートリッシュ王妃の名誉のためダルタニャンたちとともにイギリスへ向かった際、リシュリュー枢機卿派の男との決闘に負け、真っ先に落伍すると言う失態を犯しており、ポルトスの強さが目立ち始めるのは『二十年後』以降。
政治的には、青年期の銃士時代には国王に忠実だったが、特に思想めいたものはない。『二十年後』のフロンドの乱でマザラン派になったのは男爵位のため、『ブラジュロンヌ子爵』でアラミスの策謀に乗り国王を双子の弟と入れ替えたのはアラミスに公爵位を餌に騙されていたためで、政治的信条のためではない。
青年期は貧乏だったが、20代のころ、金持ちの未亡人と結婚。彼女の死後は80万リーヴルという莫大な遺産を得る。とりたてて財産目当てでもなかったようで、貴族たちに身分の低かった夫人を侮辱されると「3万人ばかり殺したくなってくる」、と過激な発言をしており、現に蔑視した人物を2人殺したとのこと。だが、子供もできず、1646年に死別している。ただ、実子はいなかったがアトスの息子であるラウルを可愛がっており、彼に多額の遺産を残していた。

## モデル
ポルトスのモデルは、イザーク・ポルトー（1617年 - 1712年）というガスコーニュ人の銃士。銃士隊長・トレヴィルの従兄弟であり、そのつてをたどって入隊したと見られている。軍人としては特に見るべき功績はないが、従兄弟にはアルマン・ダトス（アトスのモデル）がいる。1654年に父親が死亡すると退役。1712年に脳梗塞で死亡した。